# Chauvinisme

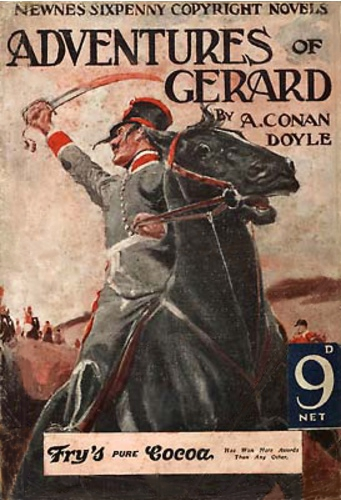
Le brigadier Gérard, personnage de fiction imaginé par Conan Doyle, incarne le chauvinisme français.

Le chauvinisme est une manifestation excessive du patriotisme ou du nationalisme. Il est le reflet d'une admiration exagérée ou trop exclusive de son pays ou de son peuple.
Le nom « chauvin » désignait un type de soldat enthousiaste. Le terme trouve précisément son origine dans une légende militaire datant effectivement du premier empire qui mettait en scène le soldat Nicolas Chauvin : la légende raconte qu'il aurait perdu trois doigts, se serait vu emporter un morceau de crâne et aurait malgré tout cela défendu son pays avec fierté (une légende similaire peut y être rattachée : le soldat laboureur). Le nom s'est répandu depuis la comédie La Cocarde tricolore des frères Cogniard dans laquelle un acteur interprétait le rôle de ce Nicolas Chauvin, plantant ici une égérie supplémentaire d'un patriotisme exagéré.
Dans les années 1960 et 1970, le terme chauvinisme fut employé par le mouvement féministe pour taxer le système familial d'être patriarcal. Dans certaines langues, par exemple l'anglais et l'allemand, le terme a gardé cette signification (et désigne de manière générale toute forme de préférence d'un groupe par rapport à tous les autres).

## Social-chauvinisme
Le « social-chauvinisme » est un terme employé par Lénine pour dénoncer le patriotisme des sociaux-démocrates lors de la Première Guerre mondiale : « Par social-chauvinisme nous entendons la reconnaissance de l'idée de la défense de la patrie dans la guerre impérialiste actuelle, la justification de l'alliance des socialistes avec la bourgeoisie et les gouvernements de « leurs » pays respectifs dans cette guerre, le refus de préconiser et de soutenir les actions révolutionnaires prolétarienne contre « leur » bourgeoisie, etc. »